# Vila Yolanda II
Vila Yolanda II ou Vila Iolanda é um bairro do distrito de Guaianases na Zona Leste de São Paulo

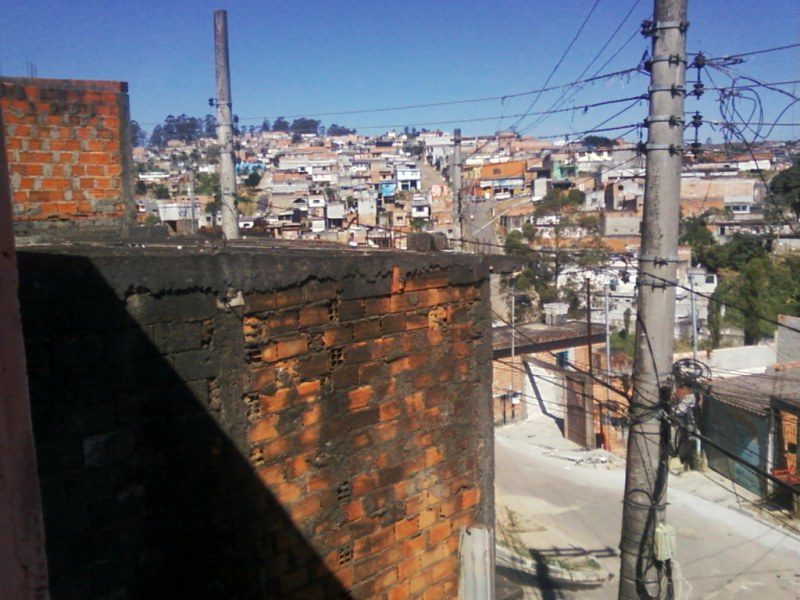
Detalhe da Vila Yolanda II
Visão para o Jd. Pérola

## História
Fundada em meados de 1990, surgiu quando ainda quando o subdistrito de Guaianases administrava toda essa área atualmente conhecida como Vila Yolanda II. com os novos limites administrativos, essa área se desmembrou de Cidade Tiradentes, e se criou a Subprefeitura de Guaianases, que administra apenas o próprio distrito de Guaianases

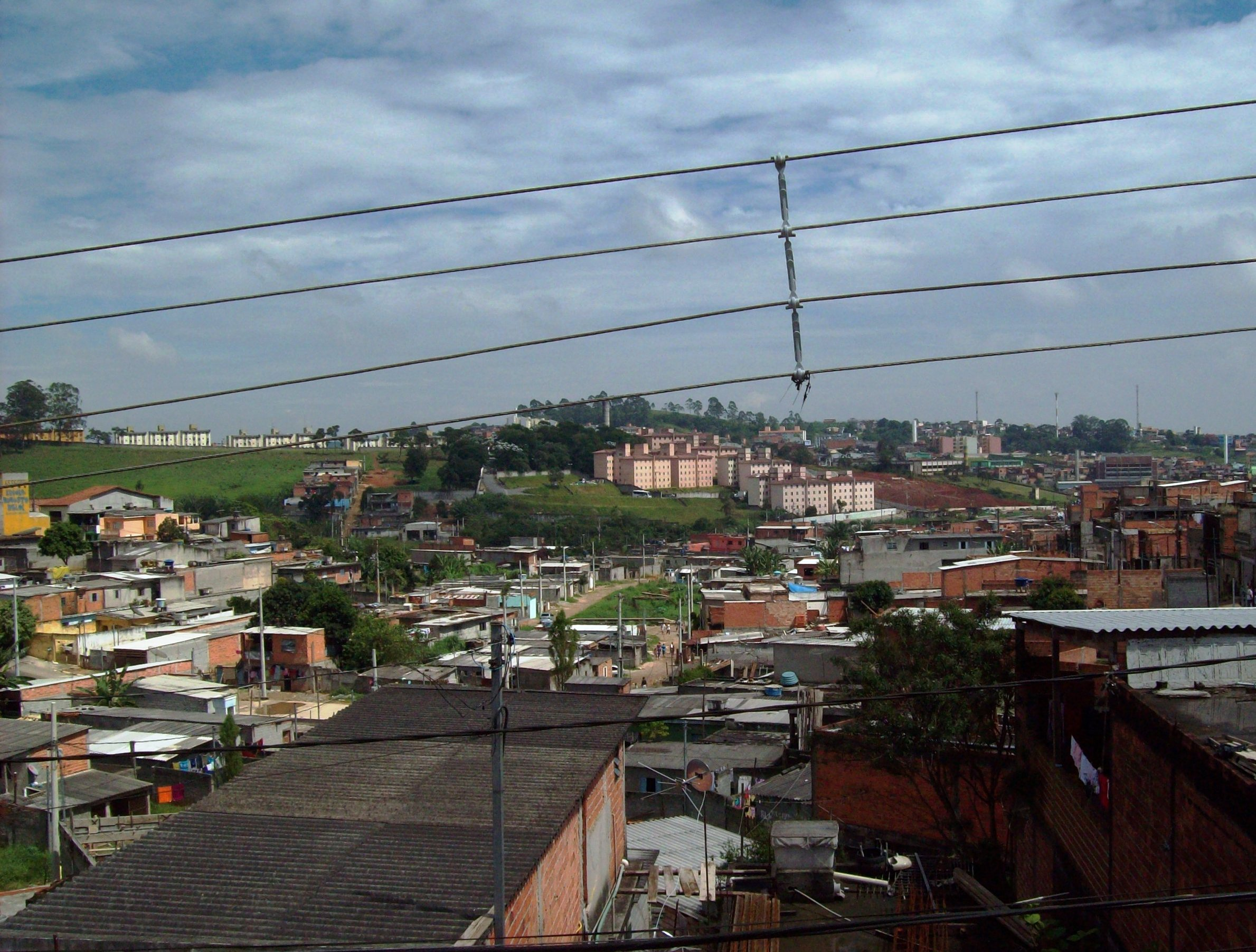
Detalhe da Vila Yolanda II
Visão para o Sítio Conceição

Autorizada por doações advindas de loteamento por Dom Angélico, Padre na Arquidiocese de São Miguel Paulista e também por ocupação prolongada, onde as famílias foram construindo e dividindo seus terrenos aos poucos. A área era cercada de vegetação da mata atlântica, algumas poucas nascentes
de rios e animais silvestres. Hoje essa área verde ainda existe, porém mais explorada e com predominância de chácaras, que fica no município vizinho, Ferraz de Vasconcelos.
É formada por conjuntos residenciais, dentre eles Dom Angélico e Vila dos Pereiras
(tem esse nome, pois uma de suas primeiras famílias que ali começaram, foi a família dos Pereiras). Por muito tempo foi considerada invasão de território, pois apresentava características de Favela
Porém, hoje é considerada uma vila urbanizada e reconhecida como território pertencente a Cidade de São Paulo, fruto de muito empenho dos moradores, que sempre buscaram o espaço e construíram o bairro durante os anos.

## Obras
Dentro da região, desde 2007, vêm ocorrendo obras de revitalização urbana, canalização de córregos e implantação de infra-estrutura como as constantes reformas dos postos de saúde, mudança de prédio das principais escolas e pavimentação das ruas. A região ganhou alguns novos pontos de ônibus, calçadas e, próximo dali, um centro cultural inaugurado em dezembro de 2012, de responsabilidade da Prefeitura Municipal de São Paulo e mesmo estando numa vila vizinha: Sítio Conceição, poderá atender a população da Vila Yolanda II.

## Vias Arteriais e Divisas Municipais
As partes mais extremas do bairro, é aonde se faz os limites de São Paulo, com o Município de Ferraz de Vasconcelos.
Suas principais ruas são: Inácio Monteiro, Estrada Manoel de Oliveira Ramos, Avenida do Paiol (atual Rua Coutinho Melo), e Maria Bogossian.

## Transporte
Atendem à Vila Yolanda II e região os seguintes itinerários:
| Linhas Municipais SPTrans                                        | Ida                     | Volta                       |
| ---------------------------------------------------------------- | ----------------------- | --------------------------- |
| 3026-10                                                          | Estação Guaianases CPTM | Vila Yolanda II             |
| 3768-10                                                          | Estação José Bonifácio  | Vila Yolanda II             |
| 4017-10                                                          | Metalúrgicos            | Vila Yolanda II             |
| Linha Municipal Ferraz de Vasconcelos Radial Transporte Coletivo | Ida                     | Volta                       |
| 003                                                              | Estação Ferraz (Ferraz) | Cambiri (até V. Yolanda II) |